# Simiane-la-Rotonde
Simiane-la-Rotonde ist eine französische Gemeinde mit 608 Einwohnern (Stand 1. Januar 2022) im Département Alpes-de-Haute-Provence in der Region Provence-Alpes-Côte d’Azur. Sie gehört zum Arrondissement Forcalquier und zum Kanton Reillanne. Die angrenzenden Gemeinden sind Revest-du-Bion, Montsalier, Banon, Vachères, Oppedette, Viens, Gignac, Rustrel (Berührungspunkt), Lagarde-d’Apt und Saint-Christol.

## Bevölkerungsentwicklung
| 1962 | 1968 | 1975 | 1982 | 1990 | 1999 | 2007 | 2013 |
| ---- | ---- | ---- | ---- | ---- | ---- | ---- | ---- |
| 322  | 319  | 369  | 434  | 433  | 532  | 574  | 596  |

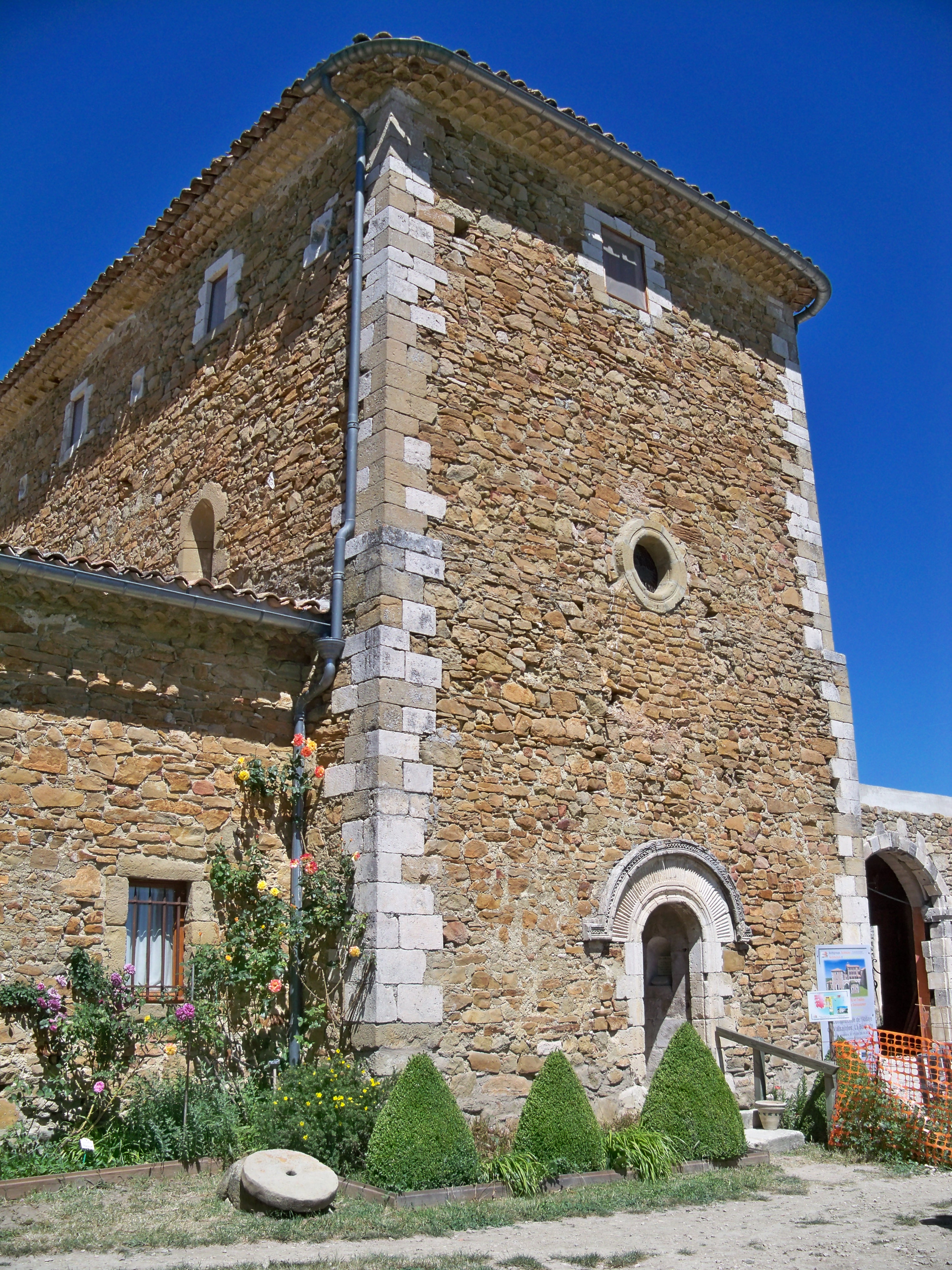
Abtei Valsainte
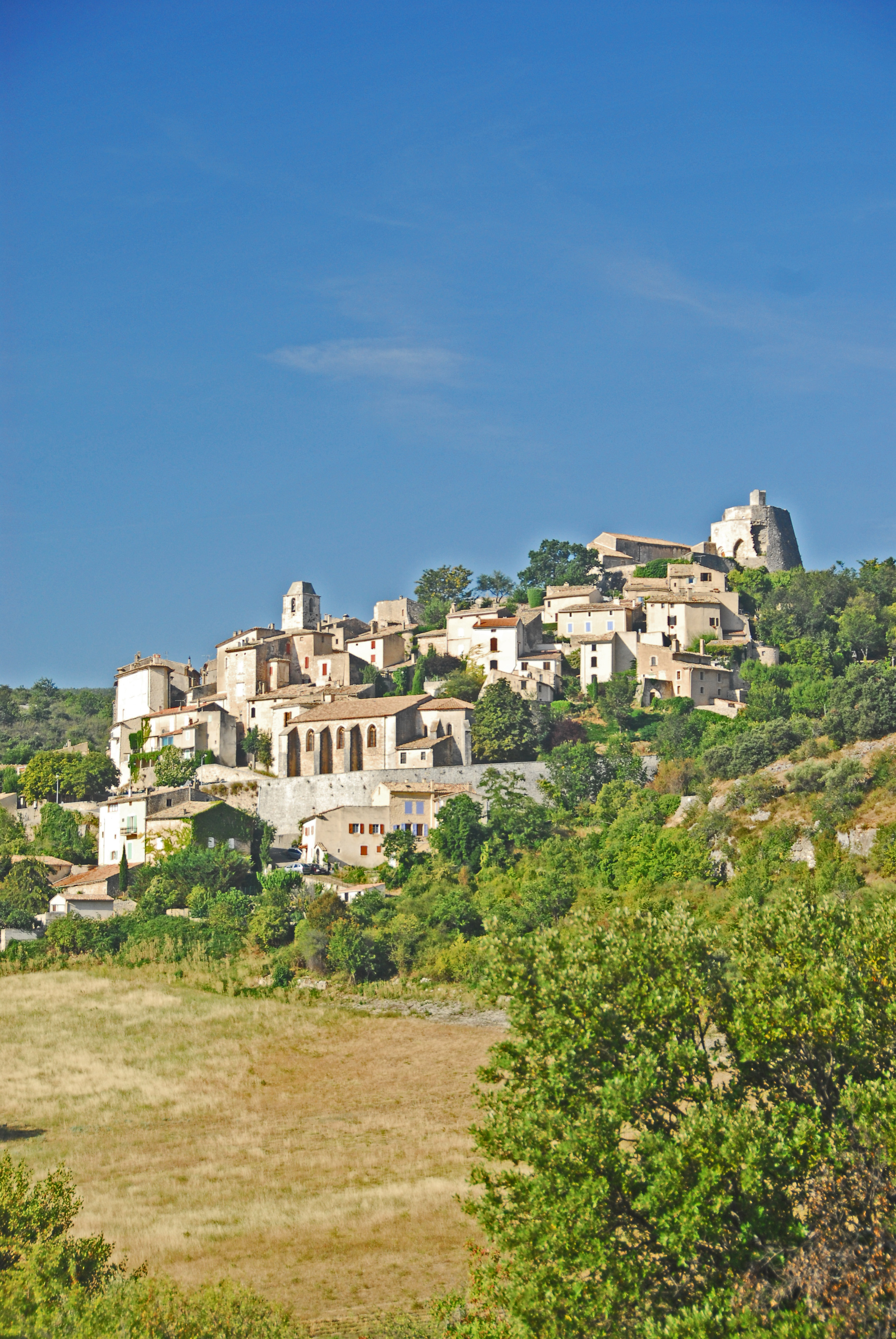
Schloss in Simiane-la-Rotonde
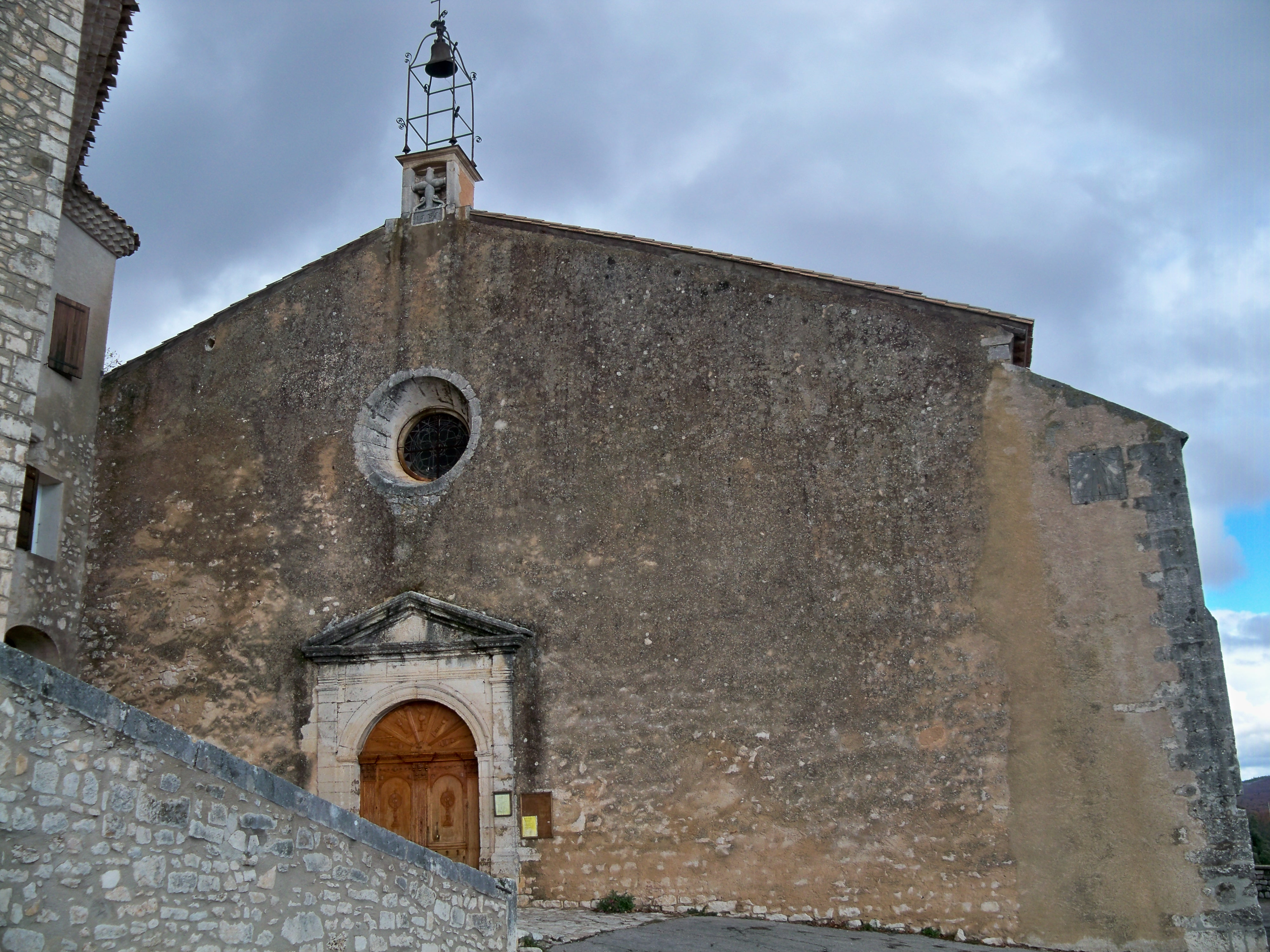
Kirche Saint Pierre
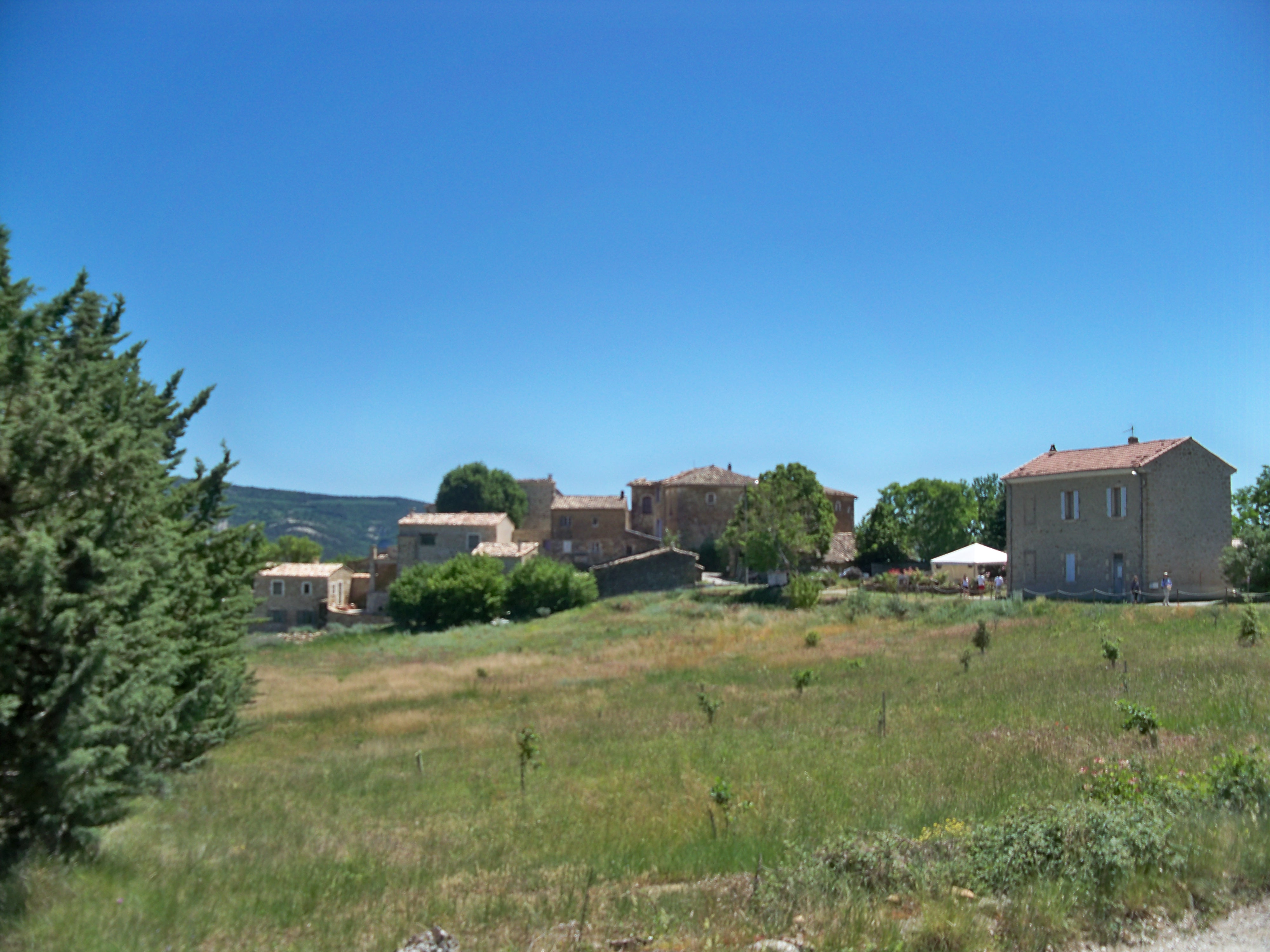
Ortsteil Carniol